# Revest-des-Brousses
Revest-des-Brousses é uma comuna francesa na região administrativa da Provença-Alpes-Costa Azul, no departamento dos Alpes da Alta Provença. Estende-se por uma área de 22,95 km². Em 2010 a comuna tinha 269 habitantes (densidade: 11,7 hab./km²).